# Hans von Wolff

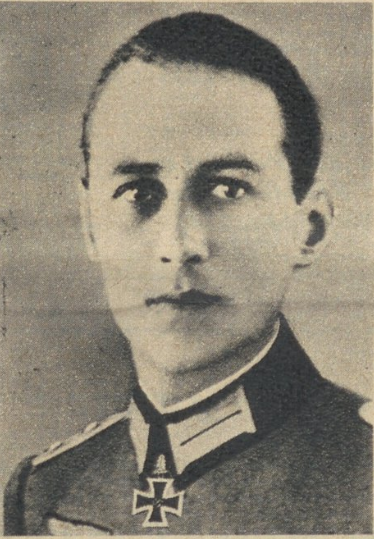
Major Hans Freiherr von Wolff

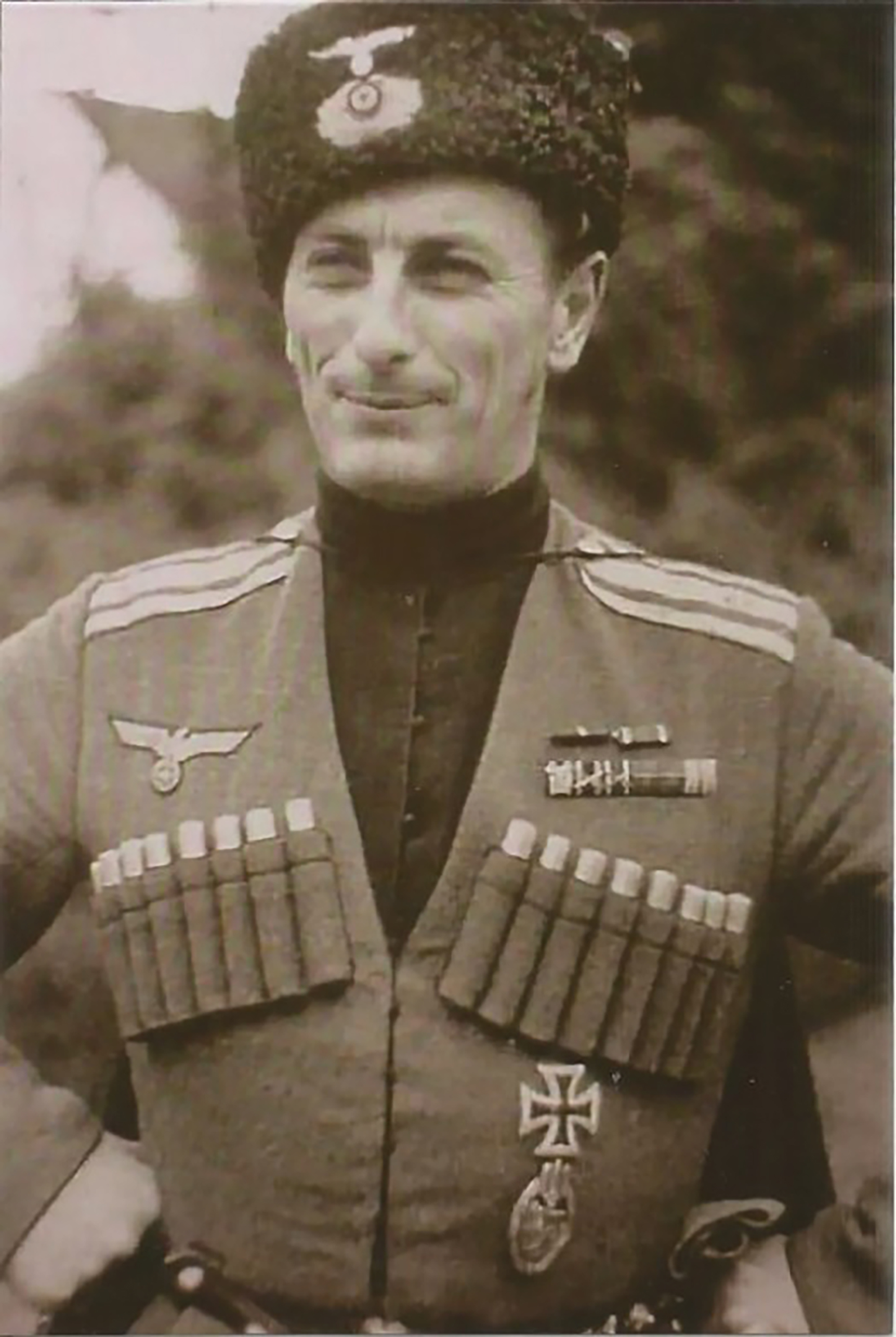
Oberst Hans von Wolf in Kosakenuniform

Johann-Gottlieb (Hans) Erich Viktor Alexander Joseph Freiherr von Wolff (* 6. März 1903 in Lindenberg/Riga; † 20. Juni 1944 in Brest, Sowjetunion) war ein deutscher Oberst im Zweiten Weltkrieg und Träger des Eichenlaubs zum Ritterkreuz des Eisernen Kreuzes.

## Leben
Hans Freiherr von Wolff entstammte einer ursprünglich aus Sagan eingewanderten adeligen Familie von Deutsch-Balten. Mit dem kaiserlich russischen Vizepräsidenten des Justizkollegiums und vormaligen Gerichtsvogt in Narwa Sigmund Adam Wolff war sie am 11. Mai 1725 in den erblichen russischen Adelstand und am 22. September 1747 in den Reichsfreiherrnstand erhoben worden. Er selbst war Angehöriger des Astes Rodenpois der Linie Fianden und wurde am 6. März 1903 auf einem der Familiengüter (Lindenberg, Kreis Riga in Livland) geboren. Seine Eltern waren der livländische Landrat Joseph Freiherr von Wolff (1868–1922), Herr auf Groß-Kangern, Lindenberg und Hinzenberg, und Anna von Gruenewaldt (1871–1938). Die Familie wurde nach der Gründung Lettlands 1918 wie die meisten deutsch-baltischen Gutsbesitzer enteignet und siedelte deshalb nach Bad Doberan in Mecklenburg um, wo Joseph von Wolff 1922 starb.
Wolff wurde Berufsoffizier in der Wehrmacht, in der er bis zu seinem Tod am 20. Juni 1944 infolge einer bei Pinsk in Weißrussland erlittenen Verwundung eine steile Karriere durchlief. Er erwarb das Ritterkreuz zum Eisernen Kreuz und wurde bereits als Hauptmann am 16. Januar 1942 als 61. Soldat der Wehrmacht mit dem Eichenlaub zum Ritterkreuz ausgezeichnet. Im weiteren Verlauf des Krieges wurde er Regimentskommandeur und Oberst. Er fiel als Brigadekommandeur.
Wolff war seit 1937 mit Eleonora Kentzler verheiratet, das Paar blieb ohne Nachfahren. Die Witwe ehelichte dann 1947 den Zwillingsbruder Kraft Dietrich Freiherr von Wolff, geschieden 1948, folgend 1949 Hubertus Freiherr von Wolff und lebte mit diesem im Taunus.